# ザウス (企業)
ザウス株式会社は、日本の住宅業者。

## 概要
主な取扱商品は、ガレージハウス（車庫が組み込まれた住宅）、狭小住宅（小さい敷地に建設される住宅）・高級住宅・店舗併用住宅・医院併用住宅・住宅リフォーム。

## 沿革
- 2000年05月 - 創業（神奈川県横浜市にて）
- 2007年04月 - 本社及びザウス東京店を東京都港区南青山に移転
- 2015年04月 - ザウス東京店を東京都渋谷区に移転
- 2016年11月 - ザウス東京店を東京都文京区に移転

## 関連リンク
- ザウス株式会社